# Jag är den jag är
Jag är den Jag är "Jag kommer att visa mig vara" (hebreiska: אהיה אשר אהיה, uttalat Ehyeh asher ehyeh) är en vanlig svensk översättning (Bibel 2000 och andra) av det svar Gud använde i Bibeln när Mose frågade efter hans namn. Det är en av de mest välkända verserna i Torah, Moseböckerna i Bibeln. Hayah betyder "existerade" eller "var" på hebreiska, enligt vissa källor; ehyeh är futurumformen i första person singularis. Ehyeh asher ehyeh tolkas vanligen som att det betyder Jag är den jag är, även om det bokstavligen kan översättas till "Jag skall vara den jag skall vara".
Andra källor anger att verbet Hayah är en modernare form av verbet Hawah, vilket kan betyder "bli", "nu" eller "falla". Ett exempel är Predikaren 11:3 som översätts till "...på den plats där trädet faller blir det liggande." där de hebreiska ordet för både "faller" och "liggande" är "hawah".
Trädet "är" således på det sättet det har "blivit".
Ordet ehyeh förekommer på totalt 43 platser i Gamla Testamentet, där det vanligtvis översätts med "jag kommer att vara" - vilket är fallet för ordets första förekomst, i  Andra Moseboken 3:12 - eller "Jag skall vara", vilket är fallet för dess slutliga förekomst i  Sakarja 8:8. Det härstammar från den hebreiska utformningen av monoteismen; att Gud existerar i sig själv, den evige Skaparen som inte beror på något eller någon, och därför är "den han är". Vissa forskare menar att Tetragrammaton härrör från samma verbala ordstam.
Kabbalister har länge ansett att Torah innehåller esoterisk information. Det svar som Gud ger anses av många kabbalister vara betydande, eftersom det ses som ett bevis av den gudomliga naturen av Guds namn, en central tanke i Kabbala (och i mindre grad judendomen i allmänhet).
Vissa religiösa grupper anser att denna fras eller åtminstone "Jag är" är en del av Guds egentliga namn, eller det enda riktiga namnet på Gud. Namnet finns med i många listor där andra vanliga namn på Gud redovisas. Värt att märka är Jesu ord i Johannesevangeliet: ”ego emi” (jag är) som retade de skriftlärde avsevärt.